# سفارت مصر در لندن
سفارت مصر در لندن (به انگلیسی: Embassy of Egypt) یک سفارت در بریتانیا است که در شهر وست‌مینستر واقع شده‌است.